# Förenta nationernas konvention mot tortyr
Konventionen mot tortyr, formellt Konvention mot tortyr och annan grym, omänsklig eller förnedrande behandling eller bestraffning, antogs i FN:s generalförsamlings resolution 39/46 den 10 december 1984. Konventionen trädde i kraft 26 juni 1987 och hittills har 174 stater ratificerat eller anslutit sig till den.

## Historia
Sverige ratificerade konventionen 12 december 1985. År 2002 antogs ett tilläggsprotokoll till konventionen som trädde i kraft 2006. Denna ska bana väg för ett inspektionssystem där oberoende internationella och nationella organ ska kunna besöka fängelseanstalter för att försäkra sig om att ingen tortyr förekommer.

## Medlemsstater
Sedan 1984 har 83 stater signerat och totalt 174 anslutit sig till konventionen.

## Uppföljning
Konventionens artikel 17 ligger till grund för FN:s kommitté mot tortyr som enligt artikel 20 ska ha rätt att undersöka brott mot konventionen. Flera medlemsstater har reserverat sig mot just artikel 20 och är därmed undantagna kommitténs undersökningsrätt. De länder som ratificerat Tortyrkonventionen måste rapportera vart fjärde år till kommittén om hur man lever upp till konventionens olika artiklar. 